# Marxella richteri
Marxella richteri är en stekelart som beskrevs av Girault 1932. Marxella richteri ingår i släktet Marxella och familjen sköldlussteklar. Inga underarter finns listade i Catalogue of Life.